# Ailelehun (Hera)
Ailelehun (Ailele Hun) ist eine Ortschaft im Suco Hera (Verwaltungsamt Cristo Rei, Gemeinde Dili).
Ailele Hun liegt an der Westgrenze Heras, in der Aldeia Acanuno, auf einer Bergkuppe in einer Meereshöhe von 438 m. Die Grenze zur Aldeia Ailele Hun des Sucos Camea wird durch die Dorfstraße gebildet, so dass der Westteil der Ortschaft Ailele Hun in Camea (Aldeia Ailele Hun) liegt. In Camea befindet sich auch die Grundschule Ailelehun. Nördlich und südlich der Siedlung stehen auf Seiten Heras zwei Sendemasten der Timor Telecom und der Sekitar, die für die Sendung der Rundfunkanstalt Rádio e Televisão de Timor-Leste (RTTL) dient.